# Nikon F60

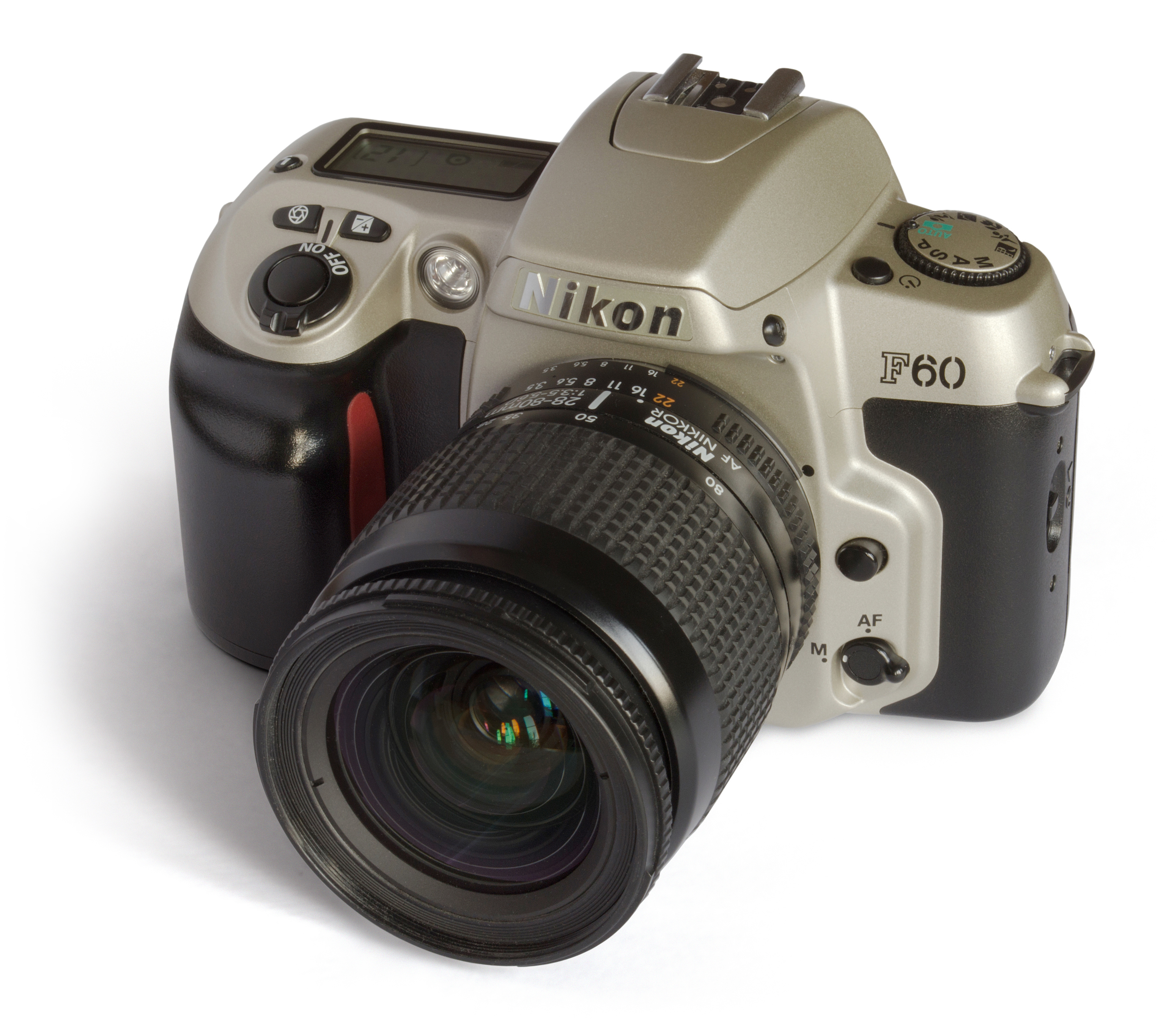
Stříbrná varianta F60 s objektivem Nikkor 28-80mm f/3.5-5.6D AF

Nikon F60 je jednooká zrcadlovka na kinofilm, vyráběná v letech 1998-2001 firmou Nikon. Byla nástupcem staršího modelu Nikon F50. Jednalo se o nejnižší a nejlevnější třídu amatérských zrcadlovek firmy Nikon té doby. Varianta F60D navíc umožňovala přidat ke snímku datum a čas pořízení.
Fotoaparát je vybaven jednobodovým automatickým zaostřováním (podle svislé linie v širším středu pole) a dvěma režimy TTL měření expozice. Spolupracuje s prakticky všemi objektivy Nikon a je vybaven ostřícím motorkem pro jejich ovládání. Obsahuje vestavěný blesk a patici pro systémové blesky Nikon, s nimiž spolupracuje automatika. Nemá ale možnost připojení samospouště a neumožňuje náhled zacloněným objektivem pro posouzení hloubky ostrosti. Tyto nedostatky odstranil až následující model Nikon F65.
Automatika umožňuje jak plně automatické fotografování, tak několik režimů scén, poloautomatického a manuálního ovládání. Fotoaparát automaticky snímá DX-kód citlivosti filmu. Převíjení i zakládání filmu je automatické.
Tělo fotoaparátu bylo vyráběno z kombinace kovu a plastu, dodáváno bylo v černé a stříbrné úpravě.